# Viện Goethe
Goethe-Institut (tiếng Đức: Goethe-Institut [ˈɡøːtə ɪnstiˌtuːt]) là tổ chức văn hóa phi lợi nhuận của Cộng hòa Liên bang Đức, hoạt động trên phạm vi toàn thế giới với 151 Goethe-Institut tại 98 quốc gia. Cùng với nhiều tổ chức đối tác, tạo thành mạng lưới toàn cầu, Goethe-Institut hỗ trợ việc phổ cập tiếng Đức ở nước ngoài và thúc đẩy sự hợp tác quốc tế về văn hoá.
Goethe-Institut được đặt theo tên của nhà thơ và chính khách người Đức Johann Wolfgang von Goethe.

## Lịch sử
- 1951: Chính phủ cộng hòa liên bang Đức thay thế Viện Đức thành Goethe-Institut
- 1952: Goethe-Institut đầu tiện được mở tại Athens.
- 1953: Khóa học ngôn ngữ đầu tiên do Goethe-Institut triển khai tại  Bad Reichenhall. Do nhu cầu tăng nhanh, các trung tâm mới được mở ở Murnau và Kochel.
- 1953–55: Các bài giảng nước ngoài đầu tiên của Viện Đức đã được Goethe-Institut đảm nhận. Các nhiệm vụ bao gồm dạy học tiếng Đức, đào tạo giáo viên và cung cấp chương trình sự kiện văn hóa đi kèm với các khóa học.
- 1959–60: Theo sáng kiến của người đứng đầu bộ phận nghệ thuật của Bộ Ngoại giao, Dieter Sattler, Goethe-Institut dần dần tiếp quản tất cả các viện văn hóa của Đức ở nước ngoài.
- 1968: Ẩnh hưởng bởi các cuộc nổi dậy của sinh viên vào cuối những năm 1960, Goethe-Institut đã điều chỉnh lại chương trình tổ chức các sự kiện văn hóa để bao gồm các chủ đề chính trị xã hội và nghệ thuật tiên phong.
- 1970: Thay mặt Bộ Ngoại giao, Ralf Dahrendorf đã phát triển "các nguyên tắc định hướng cho chính sách văn hóa đối ngoại" của mình. Công tác văn hóa liên quan đến đối thoại và hợp tác được tuyên bố là trụ cột thứ ba trong chính sách đối ngoại của Đức. Trong thời đại Willy Brandt, khái niệm "văn hóa mở rộng" đã hình thành nền tảng cho các hoạt động tại Goethe-Institut.
- 1976: Bộ Ngoại giao và Goethe-Institut đã ký một thỏa thuận chung quy định vị thế của Goethe-Institut, từ đó trở đi là một tổ chức văn hóa độc lập.
- 1980: Một kế hoạch mới liên quan đến vị trí của các học viện ở Đức đã được vạch ra. Các địa điểm giảng dạy ở các thị trấn nhỏ, chủ yếu ở Bavaria, được thay thế bằng các học viện ở các thành phố và thị trấn đại học.
- 1989/90: Sự sụp đổ của Bức tường Berlin đánh dấu một bước ngoặt đối với Goethe-Institut. Các hoạt động của viện trong những năm 1990 tập trung vào Đông Âu. Kết quả là nhiều viện mới được thành lập.
- 2001: Goethe-Institut sáp nhập với Inter Nationes.
- 2004: The Goethe-Institut established the first Western information centre in Pyongyang, North Korea (closed in 2009).[3] The Goethe-Institut Inter Nationes also reverted to its original and official name, Goethe-Institut. Goethe-Institut thành lập trung tâm thông tin phương Tây đầu tiên tại Bình Nhưỡng, Triều Tiên (đóng cửa năm 2009). Liên viện Goethe-Nationes cũng trở lại tên ban đầu và là tên chính thức, Goethe-Institut.
- 2005: Goethe-Institut được vinh danh với Giải thưởng Prince-of-Asturias của Tây Ban Nha.
- 2007: Lần đầu tiên sau hơn mười năm, quốc hội Đức đã tăng quỹ cho Goethe-Institut.
- 2014: Khai trương Goethe-Institut Myanmar.

## Hoạt động Goethe-Institut tại Việt Nam
Goethe-Institut thúc đẩy trao đổi văn hóa giữa Việt Nam, Đức và Châu Âu. Trong mối tương quan này, Goethe-Institut ủng hộ và tổ chức nhiều chương trình để giới thiệu văn hóa và ngôn ngữ Đức đến Việt Nam, nhằm tăng cường đối thoại văn hóa giữa hai nước. .
Tại Việt Nam, hai phân viện của Goethe-Institut là Cơ quan văn hóa trực thuộc Bộ Ngoại Giao Cộng hòa Liên bang Đức tại Việt Nam, được đặt tại Hà Nội và Thành phố Hồ Chí Minh.

### Goethe-Institut tại Hà Nội[4]

Cổng chính Goethe-Institut TP. Hồ Chí Minh

(tên khác: Goethe-Institut Hà Nội)

Cổng chính Goethe-Institut Hà Nội

Goethe-Institut Hà Nội được thành lập vào năm 1997 tại số 54-56 Hàng Đường, quận Hoàn Kiếm, Hà Nội. Năm 2003, Goethe-Institut chuyển về địa chỉ 56-58-60 phố Nguyễn Thái Học, quận Ba Đình, Hà Nội. Cấu trúc của Goethe-Institut Hà Nội bao gồm: tòa nhà văn phòng, các lớp học, Café Goethe, phòng đa năng Halle và thư viện.
Các đối tác của Goethe-Institut là các tổ chức văn hóa công cộng và tư nhân, các công đoàn, chính quyền địa phương và tổ chức kinh tế. Phần lớn ngân sách tổng thể của Goethe-Institut bao gồm các khoản tài trợ hàng năm từ Bộ Ngoại giao Đức và Bộ Báo chí và Truyền thông Đức.

### Goethe-Institut tại Thành phố Hồ Chí Minh[5]
(tên khác: Goethe-Institut TP. Hồ Chí Minh)
Goethe-Institut TP. Hồ Chí Minh được thành lập vào năm 2004 với mục đích ban đầu như là một trung tâm tiếng Đức tại Thành phố Hồ Chí Minh.
Hoạt động chủ yếu của Goethe-Institut liên quan đến các khóa học "Deutsch als Fremdsprache" dành cho người lớn xuyên suốt cả năm. Cùng với đó, là các cuộc hội thảo dành cho các giáo viên tiếng Đức.

## Các hoạt động chính

### Đào tạo tiếng Đức
Goethe-Institut cung cấp các khoá học tiếng Đức theo tiêu chuẩn Goethe-Institut toàn cầu cho các đối tượng thiếu niên và người lớn, người có nhu cầu học tập, làm việc và sinh sống tại Đức với các trình độ từ cơ bản đến nâng cao (từ trình độ A1 đến C2). 
Goethe-Institut cung cấp các khoá đào tạo giáo viên tiếng Đức theo tiêu chuẩn Goethe-Institut toàn cầu.
Goethe-Institut tham gia Sáng kiến „Trường học: Đối tác của tương lai (PASCH)" kết nối mạng lưới trải khắp thế giới của hơn 2000 trường PASCH với một gắn kết đặc biệt với nước Đức. Goethe-Institut phụ trách khoảng 600 trường PASCH nằm trong hệ thống giáo dục quốc gia của hơn 100 nước.

### Thi chứng chỉ tiếng Đức
Goethe-Institut đã phát triển một loạt các kỳ thi dành cho người học tiếng Đức như một ngoại ngữ (Deutsch als Fremdsprache, DaF) ở tất cả các cấp độ: A1 đến C2. Các kỳ thi được tổ chức tại Đức và nước ngoài (trong đó có Việt Nam) và đã được điều chỉnh để phù hợp với Khung Tham chiếu Ngôn ngữ Chung Châu Âu (CEFR), tiêu chuẩn kiểm tra ngôn ngữ Châu Âu.
Dưới đây là các kỳ thi cơ bản của Goethe-Institut:
| CEFR level | Kỳ thi tại Goethe-Institut                              | Số tiết học (45 phút) |
| ---------- | ------------------------------------------------------- | --------------------- |
| C2         | Goethe-Zertifikat C2: Großes Deutsches Sprachdiplom     | 1,000                 |
| C1         | Goethe-Zertifikat C1 (Prüfung Wirtschaftsdeutsch)       | 800–1,000             |
| B2         | Goethe-Zertifikat B2 (Zertifikat Deutsch für den Beruf) | 600–800               |
| B1         | Goethe-Zertifikat B1 (Zertifikat Deutsch)               | 350–650               |
| A2         | Goethe-Zertifikat A2/ Fit In Deutsch 2                  | 200–350               |
| A1         | Goethe-Zertifikat A1: Start Deutsch 1/Fit In Deutsch 1  | 80–200                |

Năm 2000, Goethe-Institut đã giúp thành lập Hiệp hội Phát triển Kiểm tra Học thuật (Gesellschaft für Akademische Testentwicklung e.V.). Các kỳ thi TestDaF kết quả được tổ chức bởi TestDaF-Institut ở Hagen. Các bài kiểm tra được hỗ trợ bởi Cơ quan Trao đổi Hàn lâm Đức (DAAD) và hướng đến những người muốn theo học tại các trường đại học, học giả và nhà khoa học Đức. TestDaF có thể được tổ chức ở Đức cũng như ở 65 quốc gia khác.

### Chương trình văn hóa
Goethe-Institut thường xuyên tổ chức các sự kiện giao lưu văn hóa nghệ thuật Việt - Đức trong các lĩnh vực:

#### Trình diễn nghệ thuật

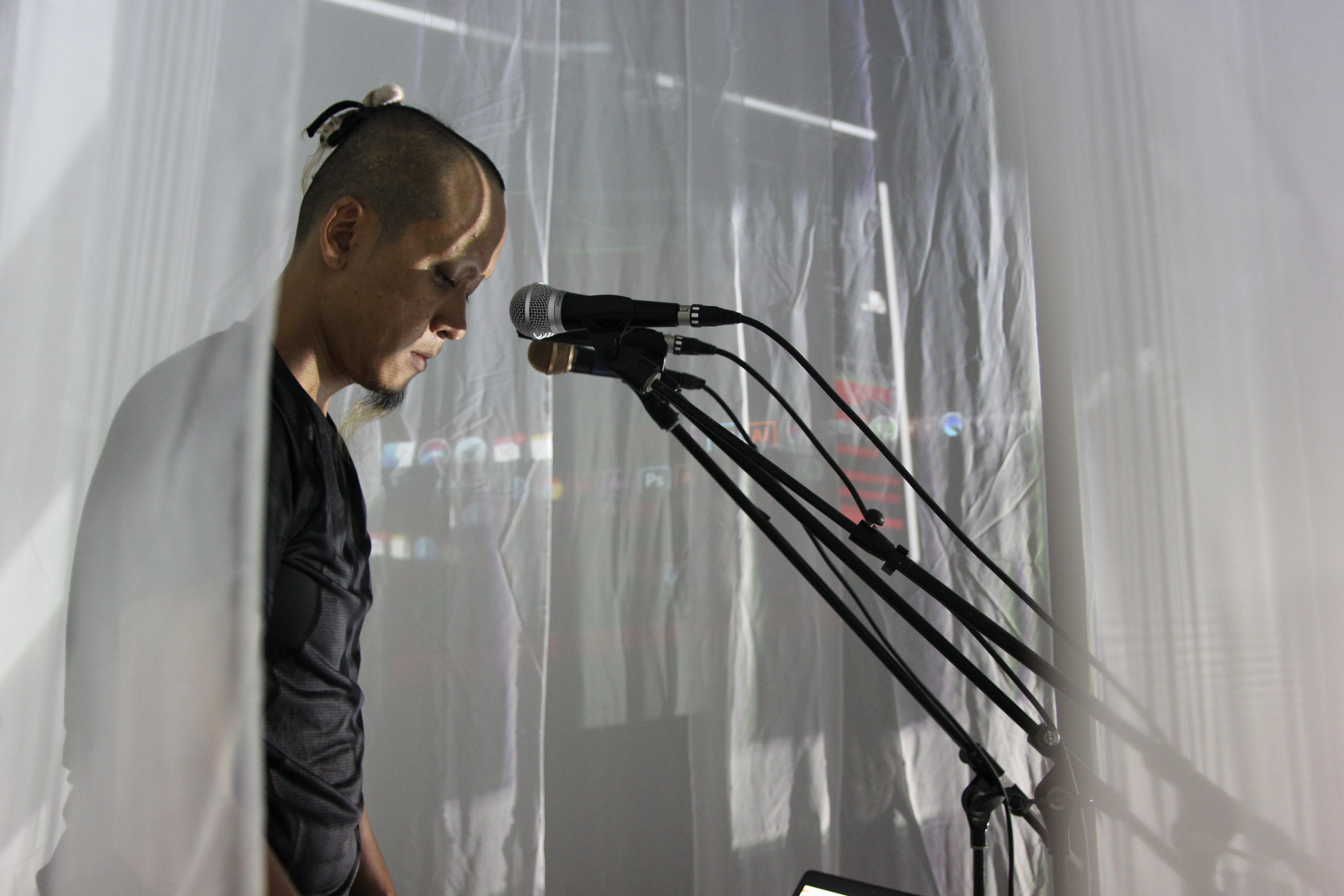
Trình diễn thơ thuộc khuôn khổ dự án Xưởng Văn Hóa 2020. Nghệ sĩ trình diễn: Chinh Ba.

Các chương trình tiêu biểu gần đây bao gồm: Nhạc mới (Neue Musik), Chuỗi hòa nhạc thế kỷ 20 (20th Century Music Concert), ReConnect, Xưởng Văn Hóa (Culture Lab), v.v.

#### Điện ảnh
Goethe-Institut nổi tiếng với Liên hoan phim như LH phim Đức, LH phim Khoa học dành cho độ tuổi thiếu nhi, thiếu niên , LH Phim tài liệu quốc tế,...

#### Sân khấu
Các dự án sân khấu lớn của Goethe-Institut Việt Nam có thể kể đến như Dự án sân khấu Nàng K, sân khấu kịch "Happy@home?",  Dự án sân khấu Antigone,v.v.

#### Các sự kiện văn hóa khác
Goethe-Institut Việt Nam cũng tổ chức các buổi hội thảo chuyên đề thuộc các lĩnh vực văn hoá, văn học, giáo dục, xã hội.

### Thư viện
Thư viện của Goethe-Institut Hà Nội là nơi dành cho tất cả những ai muốn tìm hiểu về nước Đức, văn hóa Đức và gặp gỡ mọi người. Có đa dạng các tài liệu có thể tra cứu tại chỗ hoặc mượn về nhà, với các đầu sách được sắp xếp theo các lĩnh vực khoa học kĩ thuật, xã hội, ngôn ngữ, nghệ thuật, tạp chí,... Máy tính được cho mượn để phục vụ việc học tập và làm việc trong thư viện. Làm thẻ để mượn tài liệu về nhà có mất phí.
Thư viện điện tử Onleihe
Thư viện điện tử Onleihe miễn phí cho tất cả đối tượng người dùng trong lãnh thổ Việt Nam.